# Synedoida pulchra
Synedoida pulchra là một loài bướm đêm trong họ Erebidae.